# Andersonville, le camp de la mort
Pour les articles homonymes, voir Andersonville.
Pour plus de détails, voir Fiche technique et Distribution.
Andersonville, le camp de la mort (Andersonville) est un téléfilm américain coproduit et réalisé par John Frankenheimer, diffusé en 1996. Il s'agit de l'adaptation du journal de John Ransom, un des soldats de l'Union capturé par les confédérés et emprisonné au camp d'Andersonville pendant la guerre de Sécession.

## Synopsis
En juin 1864, un groupe de soldats de la compagnie du 19e régiment d’infanterie du Massachusetts est capturé à la bataille de Cold Harbor en Virginie. Ils sont transportés en train vers la Géorgie et conduits à la prison militaire de Camp d'Andersonville. Le capitaine confédéré Henry Wirz, le commandant, explique aux nouveaux prisonniers de guerre qu’il est impossible de s’échapper en raison de son utilisation de chiens de chasse et qu’un échange de prisonniers devrait avoir lieu bientôt.
Le nouveaux venus rencontrent Dick Potter, un ancien camarade qui a été capturé à la bataille d’Antietam. Il les protège des prisonniers voyous qui attaquent, volent et parfois tuent les nouveaux internés afin d’accumuler leurs provisions. Potter explique plus en détail les sombres réalités du camp. En raison de la diminution de la population d’hommes valides de la Confédération, des adolescents et des vieillards sont utilisés comme gardes. Certains d’entre eux prennent plaisir à persuader les prisonniers d’enjamber la clôture sous prétexte d’échanger de la nourriture, ce qui entraîne la mort des prisonniers. Plus tard, un colonel confédéré vérifie le camp et réprimande Wirz pour les conditions épouvantables auquel son subordonné ne répond que par des excuses, demandant même une recommandation de promotion.
Plusieurs prisonnier travaillent dans un tunnel secret sous le mur de la palissade et alors que le groupe se rapproche de l’achèvement du tunnel, des voyous les attaquent et les tensions montent après la mort de Potter. Un prisonnier tente d’informer les gardes de l’existence du tunnel dans l’espoir de recevoir une récompense mais il est capturé et on grave le mot traitre sur son front. Le tunnel est terminé et l’évasion commence mais c'est une échec lorsque la plupart sont tués ou capturés et placés au cachot permanents en guise de punition.
La situation avec les voyous finit par devenir insupportable. Un prisonnier rassemble le soutien de groupes disparates et une émeute s’ensuit, entraînant la défaite et la capture des voyous. Afin de les juger, une demande de cour martiale légitime est faite au capitaine Wirz qui n’approuve que si le procès est géré en interne par les prisonniers eux-mêmes. Un jury de nouveaux internés déclare les six chefs voyous coupables et ils sont condamnés à mort par pendaison.
La vie dans le camp devient relativement paisible. Un groupe de nouveaux internés arrive et informe que l’un des évadés a réussi à rejoindre le général Grant et l’a informé des conditions horribles du camp. Ils apprennent que les échanges de prisonniers n'auront pas lieu à cause du mauvais traitement des soldats noirs de l’Union par la Confédération. Un officier confédéré arrive et propose aux prisonniers de se battre pour la Confédération afin de gagner leur liberté mais aucun homme n'accepte. Au fur et à mesure que le temps passe et que les conditions s’aggravent, la famine et la maladie commencent à faire des ravages et des milliers de personnes périssent. Plus tard, le capitaine Wirz annonce que tous les prisonniers doivent être échangés. 
Finalement, les prisonniers survivants quittent le camp en défilant devant leurs camarades morts sur le chemin des trains.

## Fiche technique
- Titre original : Andersonville
- Titre français : Andersonville, le camp de la mort
- Réalisation : John Frankenheimer
- Scénario : David W. Rintels
- Musique : Gary Chang
- Direction artistique : Edward L. Rubin
- Décors : Michael Z. Hanan
- Costumes : May Routh
- Photographie : Ric Waite
- Montage : Paul Rubell
- Production : David W. Rintels et Lansing L. Smith

Production déléguée : John Frankenheimer et Ethel Winant
Coproduction : Diane Batson-Smith
- Société de production : Gideon Productions et Turner Pictures
- Société de distribution : Turner Network Television
- Pays d'origine :  États-Unis
- Langue originale : anglais
- Format : couleur
- Genres : drame, guerre, historique
- Durée : 167 minutes
- Date de première diffusion :
  - États-Unis : 3 mars 1996 sur TNT

## Distribution
- Jarrod Emick : Josiah Day
- Frederic Forrest : le sergent McSpadden
- Ted Marcoux : Martin Blackburn
- Carmen Argenziano : Hopkins
- Jayce Bartok : Billy
- Frederick Coffin : Collins
- Cliff DeYoung : le sergent John Gleason
- Denis Forest : Mad Matthew
- Justin Henry : Tyce
- Tony Higgins : Tucker
- Andrew Kavovit : Tobias
- Olek Krupa : Olek Wisnovsky
- William H. Macy : le colonel Chandler
- Matt McGrath : Ethan
- Peter Murnik : Limber Jim
- Gabriel Olds : Bob Reese
- William Sanderson : Munn
- Gregory Sporleder : Dick Potter
- Jan Tříska : le capitaine Henry Wirz
- Bruce Evers : le lieutenant Barrett
- Robert David Hall : Samson
- Thomas F. Wilson : Thomas Sweet

## Production

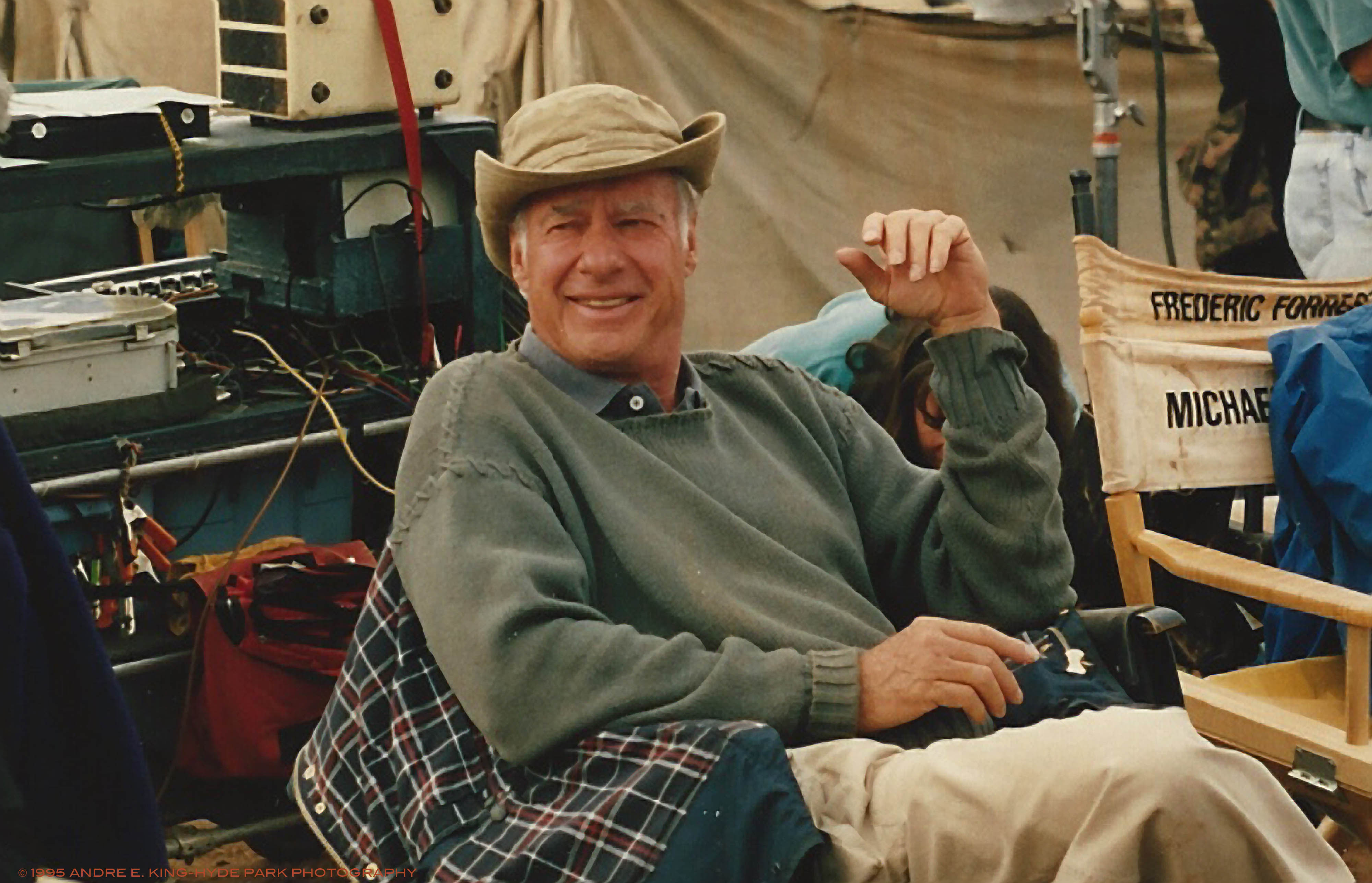
John Frankenheimer, en plein tournage en 1994.

Le tournage a lieu à Turin en Géorgie et à Wilmington en Caroline du Nord.